# مرتضی (شهرستان استرلیباشفسکی، باشقیرستان)
مرتضی (انگلیسی: Murtaza, Sterlibashevsky District, Republic of Bashkortostan) یک شهرک در شهرستان استرلیباشفسکی استان باشقیرستان کشور روسیه است.